# 순천 나들목
순천 나들목(Suncheon IC)은 전라남도 순천시 서면 압곡리에 설치된 남해고속도로의 11번 교차로(나들목)이다. 나들목 진출입로는 순천시 왕지동과 접하고 있으며, 광주 방면에서 오는 차량은 여수시 방면으로 진행하려면 반드시 이 나들목을 이용하여야 한다. 국도 제17호선을 통해 순천시내로 진출할 수 있으며, 인근에 한국도로공사 순천지사가 있다.

## 연혁
- 1973년 11월 14일 : 남해고속도로 순천 ~ 부산 구간 개통과 함께 통행 개시[1]
- 1995년 11월 6일 : 나들목 요금소 설치를 위해 전라남도 순천시 서면 압곡리 320m 구간을 1km로 도로구역 변경[2]
- 1996년 12월 28일 : 나들목 요금소 설치를 위해 전라남도 순천시 서면 압곡리 1km 구간 도로구역 변경[3]
- 1997년 7월 12일 : 1998년 12월까지 나들목 접속부 입체화 공사로 인해 전라남도 순천시 서면 압곡리 ~ 왕지동 1km 구간 도로구역 변경[4]

## 구조물 정보
- 위치: 전라남도 순천시 서면 압곡리
- 영업소: 전라남도 순천시 서면 남해고속도로 126
- 한국도로공사 순천지사: 전라남도 순천시 서면 백강로 626

## 접속하는 도로
- 국도 제17호선 (백강로, 무평로)
- 간접 연결 : 지방도 제840호선 (매천로, 순천산단사거리 이용)

## 교통량 정보
| 요금소        | 통행량 (대/일) | 통행량 (대/일) | 통행량 (대/일) | 통행량 (대/일) | 통행량 (대/일) | 통행량 (대/일) | 통행량 (대/일) | 통행량 (대/일) | 통행량 (대/일) | 통행량 (대/일) | 각주  |
| 요금소        | 2001년         | 2002년         | 2003년         | 2004년         | 2005년         | 2006년         | 2007년         | 2008년         | 2009년         | 2010년         | 각주  |
| ------------- | -------------- | -------------- | -------------- | -------------- | -------------- | -------------- | -------------- | -------------- | -------------- | -------------- | ----- |
| 순천 (폐쇄식) | 8,979          | 9,772          | 9,819          | 9,412          | 9,485          | 9,489          | 9,963          | 10,034         | 10,688         | 11,140         | [ 5 ] |
| 요금소        | 2011년         | 2012년         | 2013년         | 2014년         | 2015년         | 2016년         | 2017년         | 2018년         | 2019년         |                | [ 5 ] |
| 순천 (폐쇄식) | 12,528         | 11,338         | 10,606         | 10,343         | 11,099         | 11,483         | 11,783         | 11,558         | 11,665         |                | [ 5 ] |